# Гізалкі
Гізалкі (пол. Gizałki) — село в Польщі, у гміні Гізалки Плешевського повіту Великопольського воєводства.
Населення — 840 осіб (2011).
У 1975-1998 роках село належало до Каліського воєводства.

## Демографія
Демографічна структура станом на 31 березня 2011 року:
|          | Загалом | Допрацездатний вік | Працездатний вік | Постпрацездатний вік |
| -------- | ------- | ------------------ | ---------------- | -------------------- |
| Чоловіки | 402     | 100                | 280              | 22                   |
| Жінки    | 438     | 111                | 275              | 52                   |
| Разом    | 840     | 211                | 555              | 74                   |